# Julia Zigiotti Olme
Julia Margareta Zigiotti Olme, född 24 december 1997 i Eds församling, Stockholms län, är en svensk fotbollsspelare (anfallare) som spelar för engelska Manchester United. Hon har även spelat för BK Häcken, Hammarby IF, AIK, Bayern München och moderklubben Bollstanäs SK.

## Klubbkarriär
Zigiotti Olmes moderklubb är Bollstanäs SK. Hon spelade för klubbens A-lag 2012–2014. I november 2014 värvades Zigiotti Olme av AIK. I januari 2016 värvades hon av Hammarby IF. I juli 2018 värvades Zigiotti Olme av Kopparbergs/Göteborg FC, där hon skrev på ett 1,5-årskontrakt.
Den 17 september 2019 skrev Zigiotti Olme på en förlängning av kontraktet med Kopparbergs/Göteborg FC fram över säsongen 2021. Inför säsongen 2021 bytte Kopparbergs/Göteborg namn till BK Häcken. Den 1 januari 2022 värvades Zigiotti Olme av engelska Brighton & Hove Albion.

## Landslagskarriär
Zigiotti Olme var en del av den trupp som representerade Sverige i U19-EM i Israel juli 2015. Hon gjorde två mål och tre assist på fem matcher i kvalet till turneringen.
I september 2018 blev Zigiotti Olme för första gången uttagen till Sveriges A-landslag i träningsmatcherna mot Norge och Italien. Zigiotti Olme debuterade den 4 oktober 2018 i en 2–1-vinst över Norge, där hon blev inbytt i den 67:e minuten mot Sofia Jakobsson.
I maj 2019 blev Zigiotti Olme uttagen i Sveriges trupp till världsmästerskapet i fotboll 2019. Sedan 2023-2024 har hon blivit en alltmer given spelare i den svenska truppen och är 2025 uttagen till truppen som ska representera Sverige i sommarens EM.

## Privatliv
Zigiotti Olmes morföräldrar invandrade från Italien till Sverige.
Zigiotti Olme hade tidigare ett förhållande med landslagskollegan Emma Kullberg. Den 31 december 2022 förlovade de sig, men i maj 2025 meddelade Zigiotti Olme att förhållandet var över.